# Le Mars
Le Mars is een plaats (city) in de Amerikaanse staat Iowa, en valt bestuurlijk gezien onder Plymouth County.

## Demografie
Bij de volkstelling in 2000 werd het aantal inwoners vastgesteld op 9237. In 2006 is het aantal inwoners door het United States Census Bureau geschat op 9363, een stijging van 126 (1,4%).

## Geografie
Volgens het United States Census Bureau beslaat de plaats een oppervlakte van 17,6 km², geheel bestaande uit land. Le Mars ligt op ongeveer 372 m boven zeeniveau.

## Plaatsen in de nabije omgeving
De onderstaande figuur toont nabijgelegen plaatsen in een straal van 16 km rond Le Mars.